# NHL 1930/1931
Sezóna 1930/1931 byla 14. sezonou NHL. Vítězem Stanley Cupu se stal tým Montreal Canadiens. Tým Pittsburgh Pirates se kvůli finančním problémům přestěhoval do Philadelphie a přejmenoval se na Philadelphia Quakers.
Detroit Cougars změnil název klubu na Detroit Falcons.

## Konečná tabulka základní části

### Kanadská divize
| Tým                 | Z  | V  | P  | R  | B  | VG  | IG  |
| ------------------- | -- | -- | -- | -- | -- | --- | --- |
| Montreal Canadiens  | 44 | 26 | 10 | 8  | 60 | 129 | 89  |
| Toronto Maple Leafs | 44 | 22 | 13 | 9  | 53 | 118 | 99  |
| Montreal Maroons    | 44 | 20 | 18 | 6  | 46 | 105 | 106 |
| New York Americans  | 44 | 18 | 16 | 10 | 46 | 76  | 74  |
| Ottawa Senators     | 44 | 10 | 30 | 4  | 24 | 91  | 142 |

### Americká divize
| Tým                  | Z  | V  | P  | R | B  | VG  | IG  |
| -------------------- | -- | -- | -- | - | -- | --- | --- |
| Boston Bruins        | 44 | 28 | 10 | 6 | 62 | 143 | 90  |
| Chicago Black Hawks  | 44 | 24 | 17 | 3 | 51 | 108 | 78  |
| New York Rangers     | 44 | 19 | 16 | 9 | 47 | 106 | 87  |
| Detroit Falcons      | 44 | 16 | 21 | 7 | 39 | 102 | 105 |
| Philadelphia Quakers | 44 | 4  | 36 | 4 | 12 | 76  | 184 |

## Play off
|  | Čtvrtfinále | Čtvrtfinále         | Čtvrtfinále        |                     |    | Semifinále          | Semifinále | Semifinále |  |  | Finále Stanley Cupu | Finále Stanley Cupu | Finále Stanley Cupu |
|  |             |                     |                    |                     |    |                     |            |            |  |  |                     |                     |                     |
|  |             |                     |                    |                     |    |                     |            |            |  |  |                     |                     |                     |
|  |             | K1                  | Montreal Canadiens | 3                   |    |                     |            |            |  |  |                     |                     |                     |
|  |             |                     |                    | 3                   |    |                     |            |            |  |  |                     |                     |                     |
|  |             |                     | A1                 | Boston Bruins       | 2  |                     |            |            |  |  |                     |                     |                     |
|  |             |                     | A1                 | Boston Bruins       | 2  |                     |            |            |  |  |                     |                     |                     |
|  |             |                     |                    |                     |    |                     |            |            |  |  |                     |                     |                     |
|  |             |                     |                    |                     |    |                     |            |            |  |  |                     |                     |                     |
|  |             |                     |                    |                     |    |                     |            |            |  |  | K1                  | Montreal Canadiens  | 3                   |
|  |             |                     | A2                 | Chicago Black Hawks | 2  |                     |            |            |  |  |                     |                     |                     |
|  | K2          | Toronto Maple Leafs | 3G                 |                     |    |                     |            |            |  |  |                     |                     |                     |
|  | A2          | Chicago Black Hawks | 4G                 |                     |    |                     |            |            |  |  |                     |                     |                     |
|  | A2          | Chicago Black Hawks | 4G                 |                     | A2 | Chicago Black Hawks | 3G         |            |  |  |                     |                     |                     |
|  |             |                     |                    |                     | A2 | Chicago Black Hawks | 3G         |            |  |  |                     |                     |                     |
|  |             |                     | A3                 | New York Rangers    | 0G |                     |            |            |  |  |                     |                     |                     |
|  | K3          | Montreal Maroons    | A3                 | New York Rangers    | 0G | 1G                  |            |            |  |  |                     |                     |                     |
|  | K3          | Montreal Maroons    |                    |                     |    | 1G                  |            |            |  |  |                     |                     |                     |
|  | A3          | New York Rangers    | 8G                 |                     |    |                     |            |            |  |  |                     |                     |                     |

## Ocenění
| O'Brien Cup:               | Montreal Canadiens               |
| Prince of Wales Trophy:    | Boston Bruins                    |
| Hart Memorial Trophy:      | Howie Morenz, Montreal Canadiens |
| Lady Byng Memorial Trophy: | Frank Boucher, New York Rangers  |
| Vezina Trophy:             | Roy Worters, New York Americans  |